# Lista de primeiros-ministros da Sérvia
O primeiro-ministro da Sérvia (em sérvio:  Председник Владе Србијe / Predsednik Vlade Srbije, traduzido literalmente como Presidente do Governo da Sérvia), é o chefe do Governo da Sérvia. O papel do primeiro-ministro é direcionar o trabalho do Governo e apresentar o Programa do Governo a Assembleia Nacional, incluindo uma lista de ministros propostos. A renúncia do primeiro-ministro irá causar a queda do Governo.
Esta página lista os primeiros-ministros do país:

## Lista de Primeiros-Ministros

### Revolução
| Ordem                                                | Chefe de Governo   | Chefe de Governo   | Nasceu-morreu | Entrou no cargo      | Deixou o cargo        | Notas |
| ---------------------------------------------------- | ------------------ | ------------------ | ------------- | -------------------- | --------------------- | ----- |
| Presidentes do Conselho de Administração 1804 – 1814 |                    |                    |               |                      |                       |       |
| 1                                                    | Mateja Nenadović   | Mateja Nenadović   | 1777–1854     | 27 de Agosto de 1805 | Janeiro de 1807       |       |
| 2                                                    | Mladen Milovanović | Mladen Milovanović | 1760–1823     | Janeiro de1807       | 1810                  |       |
| 3                                                    | Jakov Nenadović    | Jakov Nenadović    | 1765–1836     | 1810                 | 22 de Janeiro de 1811 |       |
| 4                                                    | Karađorđe Petrović | Karađorđe Petrović | 1762–1817     | 22 Janeiro de 1811   | 3 de Outubro de 1813  |       |
| 5                                                    | Mladen Milovanović | Mladen Milovanović | 1760–1823     | 1813                 | 1814                  |       |

### Principado da Sérvia
| Ordem                                 | Chefe de Governo            | Chefe de Governo            | Nasceu-Morreu | Pegou o ofício         | Deixou o ofício        | Notas |
| ------------------------------------- | --------------------------- | --------------------------- | ------------- | ---------------------- | ---------------------- | ----- |
| Representante do Príncipe 1815 – 1861 |                             |                             |               |                        |                        |       |
| 6                                     | Petar Nikolajević Moler     | Petar Nikolajević Moler     | 1775–1816     | 21 de Novembro 1815    | 16 de Maio 1816        |       |
| 7                                     | Jevrem Obrenović            | Jevrem Obrenović            | 1790–1856     | 1821                   | 1826                   |       |
| 8                                     |                             | Miloje Todorović            | 1762–1832     | 1826                   | 1826                   |       |
| 9                                     | Dimitrije Davidović         | Dimitrije Davidović         | 1789–1839     | 1826                   | 1829                   |       |
| 10                                    |                             | Koca Marković               | 1795–1836     | 15 Fevereiro 1835      | 28 de Março 1836       |       |
| N/A                                   |                             | Stefan Stefanović Tenka     | 1797–1865     | 28 de Março 1836       | 26 de Fevereiro 1839   |       |
| 11                                    | Avram Petronijević          | Avram Petronijević          | 1791–1852     | 26 de Fevereiro 1839   | 7 de Abril 1840        |       |
| N/A                                   |                             | Paun Janković               | 1808–1865     | 7 de Abril 1840        | 15 Maio 1840           |       |
| 12                                    |                             | Đorđe Protić                | 1793–1857     | 15 de Maio 1840        | 7 de Setembro 1842     |       |
| 13                                    | Avram Petronijević          | Avram Petronijević          | 1791–1852     | 7 de Setembro 1842     | 6 de Outubro 1843      |       |
| 14                                    | Aleksa Simić                | Aleksa Simić                | 1800–1872     | 6 de Outubro de 1843   | 11 de Outubro de 1844  |       |
| 15                                    | Avram Petronijević          | Avram Petronijević          | 1791–1852     | 11 de Outubro de 1844  | 22 de Abril de 1852    |       |
| 16                                    | Ilija Garašanin             | Ilija Garašanin             | 1812–1874     | 22 de Abril de 1852    | 26 de Março de 1853    |       |
| 17                                    | Aleksa Simić                | Aleksa Simić                | 1800–1872     | 26 de Março de 1853    | 28 de Dezembro de 1855 |       |
| 18                                    |                             | Aleksa Janković             | 1806–1869     | 28 de Dezembro de 1855 | 10 de Junho de 1856    |       |
| N/A                                   |                             | Stevan Marković             | 1804–1864     | 10 de Junho de 1856    | 28 de Setembro de 1856 |       |
| 19                                    | Aleksa Simić                | Aleksa Simić                | 1800–1872     | 28 de Setembro de 1856 | 1 de Julho de 1857     |       |
| 20                                    |                             | Stevan Marković             | 1804–1864     | 1 de Julho de 1857     | 12 de Junho de 1858    |       |
| 21                                    |                             | Stevan Magazinović          | 1804–1874     | 12 de Junho 1858       | 18 de Abril de 1859    |       |
| 22                                    |                             | Cvetko Rajović              | 1793–1873     | 18 de Abril de 1859    | 8 de Novembro de 1860  |       |
| 23                                    | Filip Hristić               | Filip Hristić               | 1819–1905     | 8 de Novembro 1860     | 21 de Outubro de 1861  |       |
| Presidente do Ministério 1861 – 1882  |                             |                             |               |                        |                        |       |
| 24                                    | Ilija Garašanin             | Ilija Garašanin             | 1812–1874     | 21 de Outubro de 1861  | 15 de Novembro de 1867 |       |
| 25                                    | Jovan Ristić                | Jovan Ristić                | 1831–1899     | 15 de Novembro de 1867 | 3 de Dezembro de 1867  |       |
| 26                                    | Nikola Hristić              | Nikola Hristić              | 1818–1911     | 3 de Dezembro de 1867  | 3 de Julho de 1868     |       |
| 27                                    |                             | Đorđe Cenić                 | 1825–1903     | 3 de Julho de 1868     | 8 de Agosto de 1869    |       |
| 28                                    | Radivoje Milojković         | Radivoje Milojković         | 1832–1888     | 8 de Agosto de 1869    | 22 de Agosto de 1872   |       |
| 29                                    | Milivoje Petrović Blaznavac | Milivoje Petrović Blaznavac | 1824–1873     | 22 de Agosto de 1872   | 5 de Abril de 1873     |       |
| 30                                    | Jovan Ristić                | Jovan Ristić                | 1831–1899     | 5 de Abril 1873        | 3 de Novembro 1873     |       |
| 31                                    | Ficheiro:JovanMarinovic.jpg | Jovan Marinović             | 1821–1893     | 3 de Novembro de 1873  | 7 de Dezembro de 1874  |       |
| 32                                    | Aćim Čumić                  | Aćim Čumić                  | 1836–1901     | 7 de Dezembro de 1874  | 3 de Fevereiro de 1875 |       |
| 33                                    |                             | Danilo Stefanović           | 1815–1886     | 3 de Fevereiro de 1875 | 31 de Agosto de 1875   |       |
| 34                                    |                             | Stevča Mihailović           | 1804–1888     | 31 de Agosto de 1875   | 8 de Outubro de 1875   |       |
| 35                                    | Ljubomir Kaljević           | Ljubomir Kaljević           | 1841–1907     | 8 de Outubro de 1875   | 6 de Maio de 1876      |       |
| 36                                    |                             | Stevča Mihailović           | 1804–1888     | 6 de Maio de 1876      | 13 de Outubro de 1878  |       |
| 37                                    | Jovan Ristić                | Jovan Ristić                | 1831–1899     | 13 de Outubro de 1878  | 2 de Novembro de 1880  |       |
| 38                                    |                             | Milan Piroćanac             | 1837–1897     | 2 de Novembro de 1880  | 6 de Março de 1882     |       |

### Reino da Sérvia
| Ordem                                          | Chefe-de-governo          | Chefe-de-governo          | Nasceu-morreu | Pegou o cargo           | Deixou o cargo          | Notas                                     |
| ---------------------------------------------- | ------------------------- | ------------------------- | ------------- | ----------------------- | ----------------------- | ----------------------------------------- |
| Presidente do Ministério 1882 – 1903           |                           |                           |               |                         |                         |                                           |
| 38                                             |                           | Milan Piroćanac           | 1837–1897     | 6 de Março de 1882      | 3 de Outubro de 1883    |                                           |
| 39                                             | Nikola Hristić            | Nikola Hristić            | 1818–1911     | 3 de Outubro de 1883    | 19 de Fevereiro de 1884 |                                           |
| 40                                             | Milutin Garašanin         | Milutin Garašanin         | 1843–1908     | 19 de Fevereiro de 1884 | 13 de Junho de 1887     |                                           |
| 41                                             | Jovan Ristić              | Jovan Ristić              | 1831–1899     | 13 de Junho de 1887     | 1 de Janeiro de 1888    |                                           |
| 42                                             | Sava Grujić               | Sava Grujić               | 1840–1913     | 1 de Janeiro de 1888    | 27 de Abril de 1888     |                                           |
| 43                                             | Nikola Hristić            | Nikola Hristić            | 1818–1911     | 27 de Abril de 1888     | 19 de Janeiro de 1889   |                                           |
| 44                                             | Kosta Protić              | Kosta Protić              | 1831–1892     | 19 de Janeiro de 1889   | 7 de Março de 1889      |                                           |
| 45                                             | Sava Grujić               | Sava Grujić               | 1840–1913     | 7 de Março de 1889      | 23 de Fevereiro de 1891 |                                           |
| 46                                             | Nikola Pašić              | Nikola Pašić              | 1845–1926     | 23 de Fevereiro de 1891 | 22 de Agosto de 1892    |                                           |
| 47                                             | Jovan Avakumović          | Jovan Avakumović          | 1841–1928     | 22 de Agosto de 1892    | 13 de Abril de 1893     |                                           |
| 48                                             | Lazar Dokić               | Lazar Dokić               | 1845–1893     | 13 de Abril de 1893     | 5 de Dezembro de 1893   |                                           |
| 49                                             | Sava Grujić               | Sava Grujić               | 1840–1913     | 5 de Dezembro de 1893   | 24 de Janeiro de 1894   |                                           |
| 50                                             | Đorđe Simić               | Đorđe Simić               | 1843–1921     | 24 de Janeiro de 1894   | 3 de Abril de 1894      |                                           |
| 51                                             |                           | Svetomir Nikolajević      | 1844–1922     | 3 de Abril de 1894      | 27 de Outubro de 1894   |                                           |
| 52                                             | Nikola Hristić            | Nikola Hristić            | 1818–1911     | 27 de Outubro de 1894   | 7 de Julho de 1895      |                                           |
| 53                                             | Stojan Novaković          | Stojan Novaković          | 1842–1915     | 7 de Julho de 1895      | 27 de Dezembro de 1896  |                                           |
| 54                                             | Đorđe Simić               | Đorđe Simić               | 1843–1921     | 27 de Dezembro de 1896  | 19 de Outubro de 1897   |                                           |
| 55                                             | Vladan Đorđević           | Vladan Đorđević           | 1844–1930     | 19 de Outubro de 1897   | 25 de Julho de 1900     |                                           |
| 56                                             | Aleksa Jovanović          | Aleksa Jovanović          | 1846–1920     | 25 de Julho de 1900     | 3 de Abril de 1901      |                                           |
| 57                                             | Mihailo Vujić             | Mihailo Vujić             | 1853–1913     | 3 de Abril de 1901      | 20 de Outubro de 1902   |                                           |
| 58                                             |                           | Petar Velimirović         | 1848–1921     | 20 de Outubro de 1902   | 20 de Novembro de 1902  |                                           |
| 59                                             | Dimitrije Cincar-Marković | Dimitrije Cincar-Marković | 1849–1903     | 20 de Novembro de 1902  | 11 de Junho de 1903     |                                           |
| Presidente do Conselho de Ministro 1903 – 1918 |                           |                           |               |                         |                         |                                           |
| 60                                             | Jovan Avakumović          | Jovan Avakumović          | 1841–1928     | 11 de Junho de 1903     | 4 de Outubro de 1903    |                                           |
| 61                                             | Sava Grujić               | Sava Grujić               | 1840–1913     | 4 de Outubro de 1903    | 10 de Dezembro de 1904  |                                           |
| 62                                             | Nikola Pašić              | Nikola Pašić              | 1845–1926     | 10 de Dezembro de 1904  | 28 de Maio 1905         |                                           |
| 63                                             |                           | Ljubomir Stojanović       | 1860–1930     | 28 de Maio de 1905      | 7 de Março de 1906      |                                           |
| 64                                             | Sava Grujić               | Sava Grujić               | 1840–1913     | 7 de Março de 1906      | 29 de Abril de 1906     |                                           |
| 65                                             | Nikola Pašić              | Nikola Pašić              | 1845–1926     | 29 de Abril de 1906     | 20 de Julho de 1908     |                                           |
| 66                                             |                           | Petar Velimirović         | 1848–1921     | 20 de Julho de 1908     | 22 de Fevereiro de 1909 |                                           |
| 67                                             | Stojan Novaković          | Stojan Novaković          | 1842–1915     | 22 de Fevereiro de 1909 | 24 de Outubro de 1909   |                                           |
| 68                                             | Nikola Pašić              | Nikola Pašić              | 1845–1926     | 24 de Outubro de 1909   | 4 de Julho de 1911      |                                           |
| 69                                             | Milovan Milovanović       | Milovan Milovanović       | 1863–1912     | 4 de Julho de 1911      | 18 de Junho 1912        |                                           |
| 70                                             | Marko Trifković           | Marko Trifković           | 1864–1928     | 18 de Junho de 1912     | 12 de Setembro de 1912  |                                           |
| 71                                             | Nikola Pašić              | Nikola Pašić              | 1845–1926     | 12 de Setembro de 1912  | 1 de Dezembro de 1918   | Tornou-se primeiro-ministro da Iugoslávia |

### Sérvia de Nedić
| Ordem                                                       | Chefe de Governo       | Nasceu-morreu | Entrou no cargo       | Deixou o cargo        |
| ----------------------------------------------------------- | ---------------------- | ------------- | --------------------- | --------------------- |
| Primeiro-Ministro do Governo Nacional da Salvação 1941-1945 |                        |               |                       |                       |
| N/A                                                         | Milan Aćimović         | 1898–1945     | 30 de Abril de 1941   | 29 de Agosto de 1941  |
| N/A                                                         | Milan Nedić            | 1877–1946     | 29 de Agosto de 1941  | 10 de Outubro de 1945 |
| N/A                                                         | Aleksandar Pelivanović |               | 10 de Outubro de 1945 | 20 de Outubro de 1945 |

### Governo em exílio
| Presidente do Conselho Executivo do Conselho da Suprema Libertação Nacional 1882 – 1903 |  |                 |           |                  |                    |
| N/A                                                                                     |  | Petar Stambolić | 1912–2007 | Setembro de 1941 | 7 de Março de 1945 |

### República Socialista da Sérvia
| Ministro da Sérvia 1945                      |  |                        |           |                        |                         |
| N/A                                          |  | Jaša Prodanović        | 1867–1948 | 1945                   | 1945                    |
| Primeiro Ministro 1945 – 1953                |  |                        |           |                        |                         |
| 1 (72)                                       |  | Blagoje Nešković       | 1907–1984 | 9 e Abril de 1945      | 5 de Setembro de 1948   |
| 2 (73)                                       |  | Petar Stambolić        | 1912–2007 | 5 de Setembro de 1948  | 5 de Fevereiro de 1953  |
| Presidente do Conselho Executivo 1953 – 1991 |  |                        |           |                        |                         |
| 3 (74)                                       |  | Petar Stambolić        | 1912–2007 | 5 de Fevereiro de 1953 | 16 de Dezembro der 1953 |
| 4 (75)                                       |  | Jovan Veselinov        | 1906–1982 | 16 de Dezembro de 1953 | 6 de Abril de 1957      |
| 5 (76)                                       |  | Miloš Minić            | 1914–2003 | 6 de Abril 1957        | 9 de Junho de 1962      |
| 6 (77)                                       |  | Slobodan Penezić Krcun | 1918–1964 | 9 de Junho de 1962     | 6 de Novembro 1964      |
| N/A                                          |  | Stevan Doronjski       | 1919–1981 | 6 de Novembro de 1964  | 17 de Novembro de 1964  |
| 7 (78)                                       |  | Dragi Stamenković      | 1920–2004 | 17 de Novembro de 1964 | 6 de Junho de 1967      |
| 8 (79)                                       |  | Đurica Jojkić          | 1914–1981 | 6 June 1967            | 7 May 1969              |
| 9 (80)                                       |  | Milenko Bojanić        | 1924–1987 | 7 de Maio de 1969      | 6 de Maio de 1974       |
| 10 (81)                                      |  | Dušan Čkrebić          | 1927–     | 6 de Maio de 1974      | 6 de Maio de 1978       |
| 11 (82)                                      |  | Ivan Stambolic         | 1936–2000 | 6 de Maio de 1978      | 5 de Maio de 1982       |
| 12 (83)                                      |  | Branislav Ikonić       | 1928–2002 | 5 de Maio de 1982      | 6 de Maio 1986          |
| 13 (84)                                      |  | Desimir Jeftić         | 1938–     | 6 de Maio de 1986      | 5 de Dezembro de 1989   |
| 14 (85)                                      |  | Stanko Radmilović      | 1936–     | 5 de Dezembro de 1989  | 15 de Janeiro de 1991   |

### República Federal da Sérvia (1990-2006)
| Primeiro-ministro 1991-até hoje |                    |                    |           |                         |                         |
| 1 (86)                          |                    | Dragutin Zelenović | 1928–     | 15 de Janeiro de 1991   | 23 de Dezembro de 1991  |
| 2 (87)                          |                    | Radoman Božović    | 1953–     | 23 de Dezembro de 1991  | 10 de Fevereiro de 1993 |
| 3 (88)                          |                    | Nikola Šainović    | 1948–     | 10 de Fevereiro de 1993 | 18 de Março deh 1994    |
| 4 (89)                          |                    | Mirko Marjanović   | 1937–2006 | 18 de Março de 1994     | 24 de Outubro de 2000   |
| 5 (90)                          |                    | Milomir Minić      | 1950–     | 24 de Outubro de 2000   | 25 de Janeiro de 2001   |
| 6 (91)                          | Zoran Đinđić       | Zoran Đinđić       | 1952–2003 | 25 de Janeiro de 2001   | 12 de Março de 2003     |
| N/A                             | Nebojša Čović      | Nebojša Čović      | 1958–     | 12 de Março de 2003     | 17 de Março de 2003     |
| N/A                             | Žarko Korać        | Žarko Korać        | 1947–     | 17 de Março de 2003     | 18 de Março de 2003     |
| 7 (92)                          | Zoran Živković     | Zoran Živković     | 1960–     | 18 de Março de 2003     | 3 de Março de 2004      |
| 8 (93)                          | Vojislav Koštunica | Vojislav Koštunica | 1944–     | 3 de Março de 2004      | 5 de Junho de 2006      |

### Sérvia independente
| Ordem                             | Chefe de Governo   | Chefe de Governo       | Nasceu–morreu | Entrou no cargo    | Deixou o cargo      |
| --------------------------------- | ------------------ | ---------------------- | ------------- | ------------------ | ------------------- |
| Primeiro-ministro 1991–atualidade |                    |                        |               |                    |                     |
| 8 (93)                            | Vojislav Koštunica | Vojislav Koštunica     | 1944–         | 3 de Março de 2004 | 5 de Junho de 2006  |
| 9 (94)                            | Mirko Cvetković    | Mirko Cvetković        | 1950–         | 7 de Julho de 2008 | 27 de Julho de 2012 |
| 10 (95)                           | Ivica Dačić        | Ivica Dačić            | 1966–         | 27 de Julho 2012   | 27 de Abril 2014    |
| 11 (96)                           |                    | Aleksandar Vučić       | 1970–         | 27 de Abril 2014   | 30 de Maio 2017     |
| -                                 | Ivica Dačić        | Ivica Dačić (interino) | 1966–         | 31 de Maio 2017    | 29 de Junho 2017    |
| 12 (97)                           |                    | Ana Brnabić            | 1975–         | 29 de Junho 2017   | 20 de março 2024    |
| -                                 | Ivica Dačić        | Ivica Dačić (interino) | 1966–         | 20 de março 2024   | 2 de maio 2024      |
| 13 (98)                           | Miloš Vučević      | Miloš Vučević          | 1974–         | 2 de maio 2024     | 16 de abril 2025    |
| 14 (99)                           | Đuro Macut         | Đuro Macut             | 1963–         | 16 de abril 2025   | presente            |